# Mayo Déo (rivière)
Le Mayo Déo est une rivière de l'Adamaoua au Cameroun, près de la frontière avec le Nigéria.

## Géographie
Le Mayo Déo nait au flanc nord du Tchabal Mbabo (2 460 m).
Il a une longueur de 185 km (contre 310 km pour le Faro au confluent). Il dévale rapidement de l’Adamaoua et reçoit en rive droite comme affluents les mayos Nolti et Oulti. Le Déo n’est déjà plus qu’à 356 m au confluent avec le Mayo Oulti. La pente en aval reste sensiblement constante, 1,1/1000 sur 100 km. La pente moyenne en amont est de 14/1000. Le Mayo Déo reçoit en rive gauche de courts affluents venus du Nigéria entre Toungo et Gamu. En rive droite, il reçoit encore le Mayo Isselou (Réserve du Faro).
Fortes pentes, crues violentes se traduisent par une érosion intense caractérisée par l’observation de bancs de cailloutis et graviers dans le lit du Déo, les bancs de sable n’apparaissant que plus à l’aval,,,.